# Alice Merton
Alice Merton (* 13. září 1993 Frankfurt nad Mohanem, Německo) je německo-kanadsko-britská zpěvačka a skladatelka. Svůj debutovým singl „No Roots“ vydala v roce 2016, díky němu získala mezinárodní průlom v hudební kariéře.

## Hudební kariéra

### 2016–2017: Průlom v kariéře, debutový singl a stejnojmenné EPNo Roots
2. prosince 2016 vydala debutový singl „No Roots“. Díky písni získala mezinárodní průlom v hudební kariéře. Text písně byl inspirován jejími pocity. Na hitparádách Hype Machine i Spotify Global Viral 50 vyšplhala píseň na číslo jedna. Píseň obsadila číslo jedna na francouzských hitparádách, číslo dva na německých hitparádách a číslo tři na rakouských. Německý Vodafone dokonce použil píseň do jedné ze svých reklam. Na základě tohoto úspěchu písně vydala své debutové stejnojmenné EP 3. února 2017. Alice podepsala s Mom + Pop Music smlouvu v srpnu 2017 ve Spojených státech a 2. srpna 2017 vydala svůj druhý singl Hit the Ground Running se svou novou nahrávací společností. Vystoupila na Life Ball ve Vídni 10. června 2017 a ukončila roční turné po Německu. Na konci roku 2017 získala cenu European Border Breakers Award 2018.

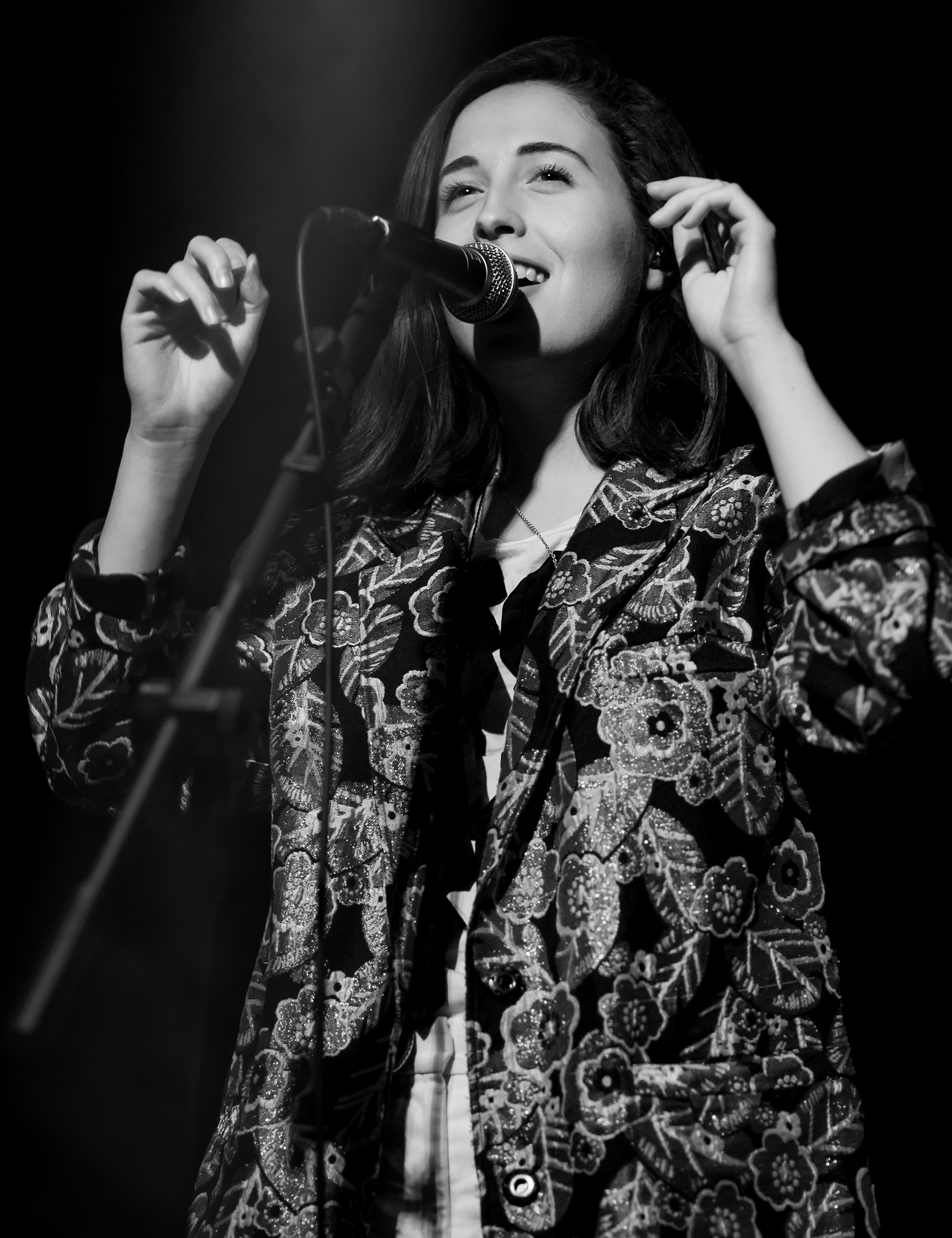
Alice během vystoupení v roce 2017

### 2018–2020: debutové albumMint
Dne 7. září 2018 vydala singl „Why So Serious“ jako hlavní singl ze svého debutového alba Mint.

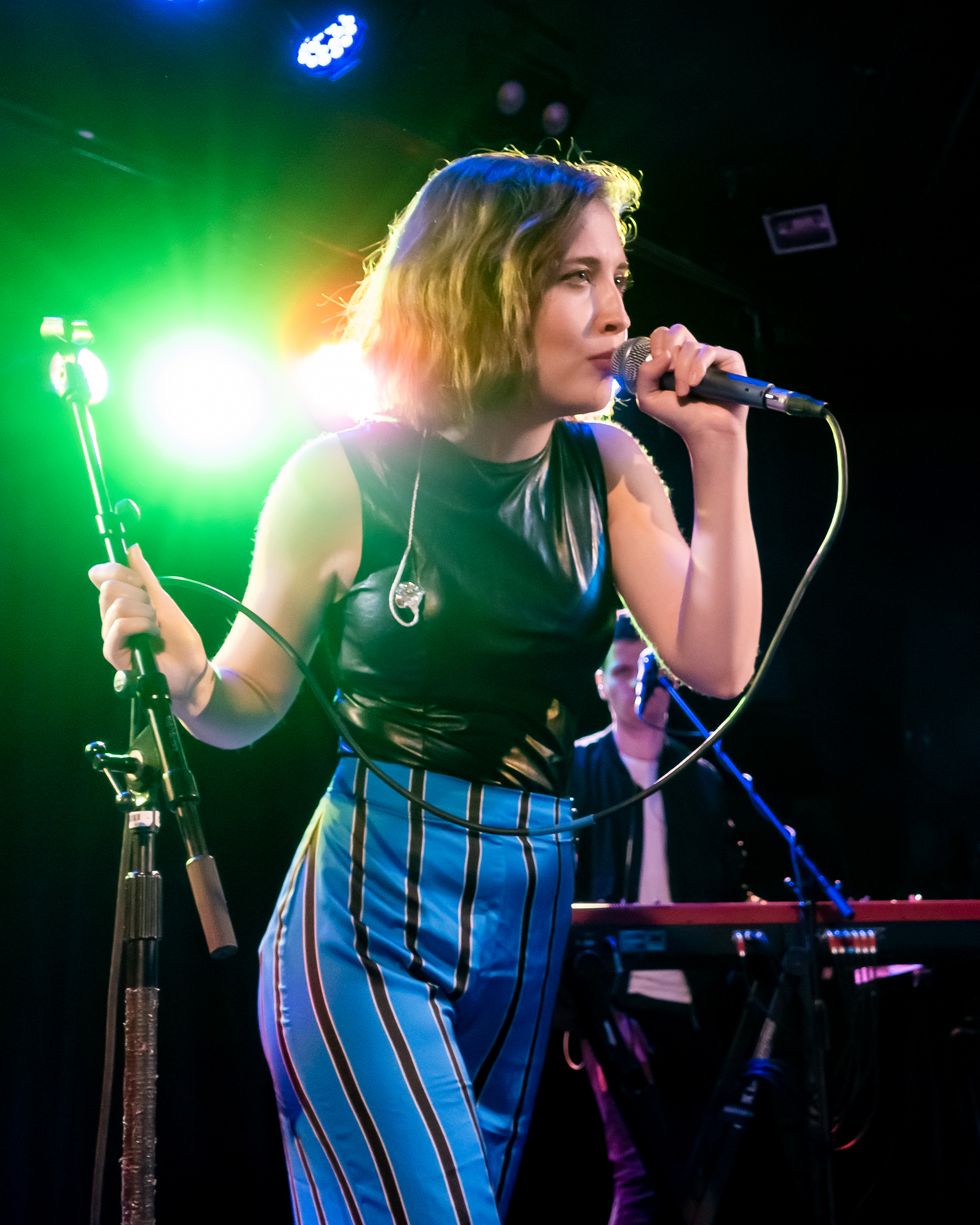
Alice během vystoupení v roce 2018

Od té doby vydala další singly a debutové album bylo vydáno 18. ledna 2019. 1. února 2019 vydala první část dokumentu the Making of Mint a oznámila termíny dubnových koncertů v USA. V roce 2019 byla porotkyně deváté řady The Voice of Germany a stala se první porotkyní, která vyhrála se svým týmem, konkrétně s Claudiou Emmanuelou Santoso. Dne 18. října opět vydala své album Mint se čtyřmi novými písněmi.

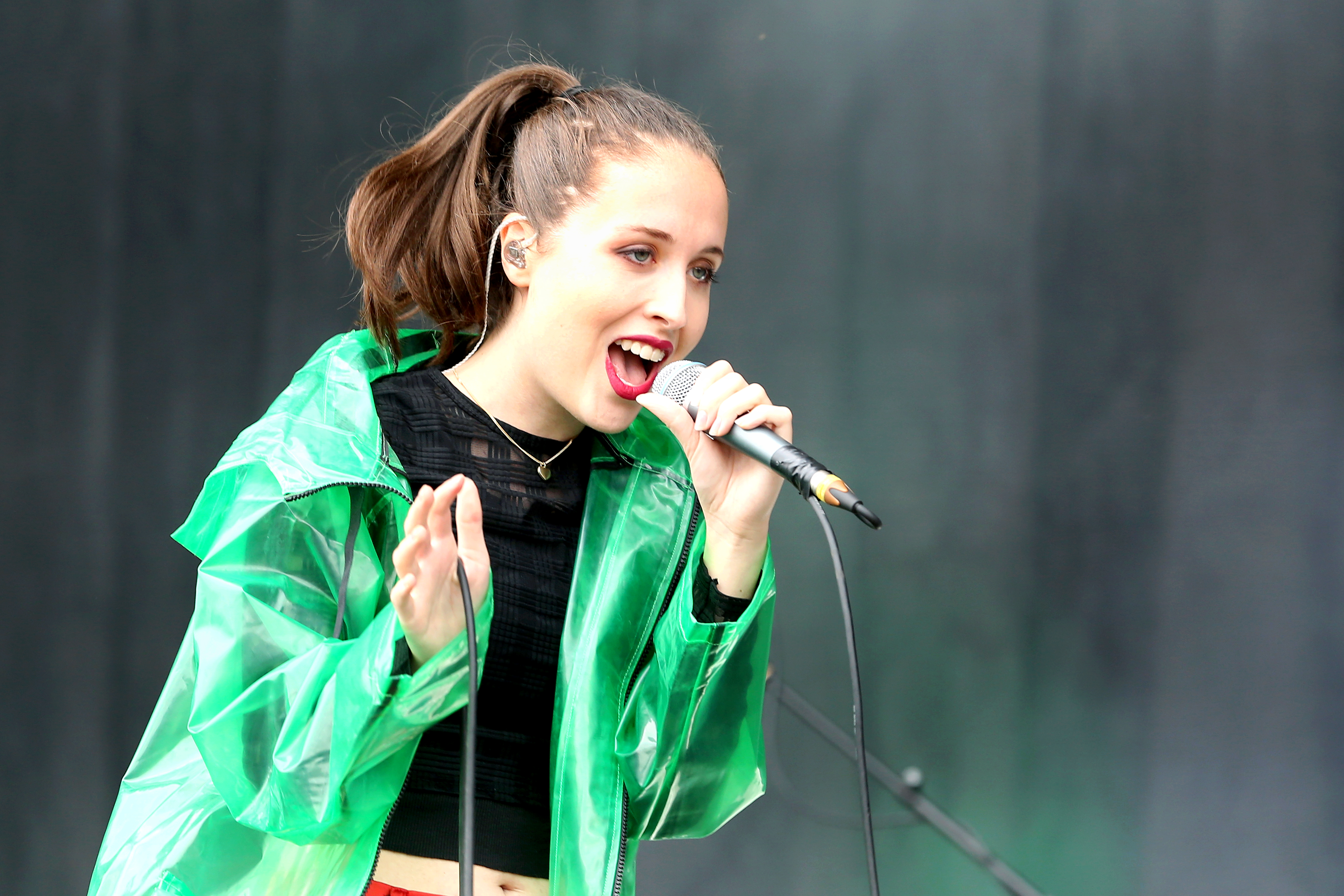
Alice během vystoupení v roce 2019

Začátkem roku 2020, koncertovala napříč Německem, Rakouskem, Dánskem i Českou republikou.

### 2021–dosud: druhé albumS.I.D.E.S.
8. dubna 2021 vydala píseň „Vertigo“ jako úvodní singl k druhému albu. 9. září téhož roku vydala další skladby „Hero“ a „Island“. Název alba S.I.D.E.S. odhalila 23. února 2022 spolu s jeho seznamem skladeb a obalem.

## Diskografie

### Studiová alba
- Mint (2019)
- S.I.D.E.S. (2022)

### EP
- No Roots (2018)